# Encyclia camagueyensis
Encyclia camagueyensis är en orkidéart som beskrevs av Rodr.Seijo, Gonz.Estév., Sauleda, Risco Vill. och Es. Encyclia camagueyensis ingår i släktet Encyclia och familjen orkidéer. Inga underarter finns listade i Catalogue of Life.